# Campeonato Europeo de Vóley Playa de 2014
El XXII Campeonato Europeo de Vóley Playa se celebró en Quartu Sant'Elena (Italia) entre el 3 y el 8 de junio de 2014 bajo la organización de la Confederación Europea de Voleibol (CEV) y la Federación Italiana de Voleibol.
Las competiciones se realizaron en un estadio construido temporalmente en el puerto de la localidad italiana.

## Medallistas
| Evento            | Oro                                                    | Plata                                      | Bronce                                      |
| ----------------- | ------------------------------------------------------ | ------------------------------------------ | ------------------------------------------- |
| Masculino (08.06) | Paolo Nicolai · Daniele Lupo · Italia                  | Aleksandrs Samoilovs Jānis Šmēdiņš Letonia | Clemens Doppler · Alexander Horst · Austria |
| Femenino (07.06)  | Madelein Meppelink · Marleen van Iersel · Países Bajos | Tanja Goricanec · Tanja Hüberli · Suiza    | Laura Ludwig · Kira Walkenhorst · Alemania  |

## Medallero
| Núm. | País         | Oro | Plata | Bronce | Total |
| ---- | ------------ | --- | ----- | ------ | ----- |
| 1    | Italia       | 1   | 0     | 0      | 1     |
| 1    | Países Bajos | 1   | 0     | 0      | 1     |
| 3    | Letonia      | 0   | 1     | 0      | 1     |
| 3    | Suiza        | 0   | 1     | 0      | 1     |
| 5    | Alemania     | 0   | 0     | 1      | 1     |
| 5    | Austria      | 0   | 0     | 1      | 1     |
|      | TOTAL        | 2   | 2     | 2      | 6     |